# Neftekamsk
Neftekamsk (ryska: Нефтекамск, basjkiriska: Нефтекама lyssna (fil)) är en stad i delrepubliken Basjkirien i Ryssland. Den ligger nära floden Kama, cirka 186 kilometer nordväst om Ufa. Staden hade 131 942 invånare vid folkräkningen år 2021. Det gör Neftekamsk till delrepublikens fjärde största stad.